# ولفرن
ولفرن (به آلمانی: Wolfern) یک منطقهٔ مسکونی در اتریش است که در ناحیه استیر لند واقع شده‌است. ولفرن ۳۲ کیلومتر مربع مساحت دارد ۳۵۹ متر بالاتر از سطح دریا واقع شده‌است.